# Mangetsu-ji
Mangetsu-ji (満月寺?) es un templo budista ubicado en la orilla del Lago Biwa en Ōtsu, Prefectura de Shiga, Japón. La estatua de Shō Kannon, que data del periodo Heian es una Propiedad Cultural Importante de Japón.
El templo es famoso por aparecer representado en las "Ocho vistas de Ōmi", concretamente en "Los gansos salvajes que regresan a casa en Katata" (堅田の落雁), dibujado por Hiroshige.

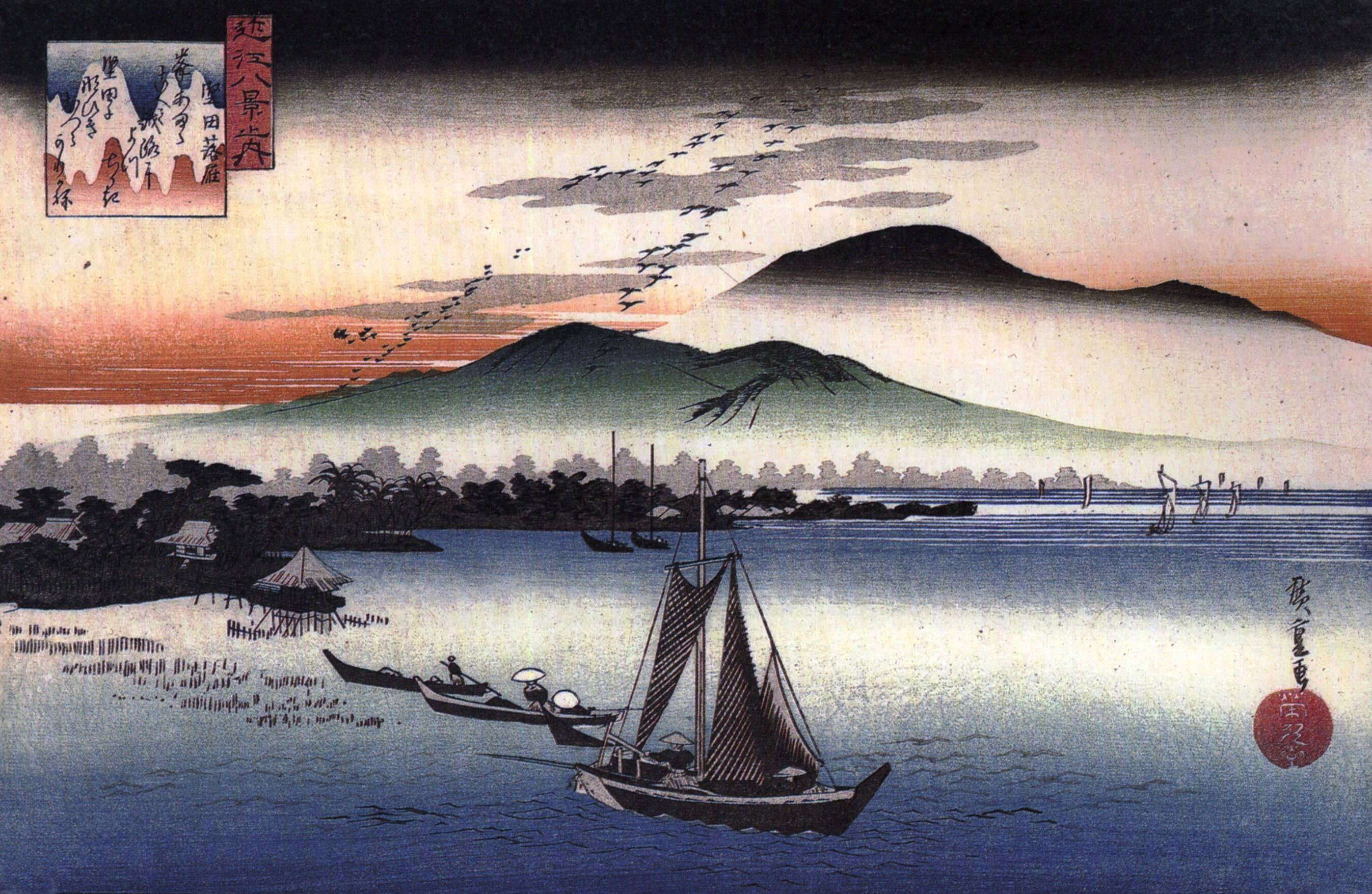
"Los gansos salvajes que regresan a casa en Katata", Hiroshige. Se aprecia el salón flotante sobre el lago en la pintura.

## Historia
Durante el periodo Heian (794-1185), el monje Genshin, mirando hacia abajo desde el monte Hiei, vio una luz sospechosa en el lago Biwa todas las noches. Al investigar el lugar usando una red recogió una estatua dorada de Amida Butsu. En recuerdo del hallazgo, talló 1000 estatuas de Buda y levantó el Ukimido (salón flotante) para albergarlas en medio del agua, por lo que acabó por convertirse en un lugar de oración por la seguridad en el lago.

## Edificios
- Kannondō (観音堂?) (1766)[3]

- Kyakuden (客殿?) (1754)[4]
- Sanmon (山門?) (1812)[5]

- Chashitsu (茶室?) (1937)[6]

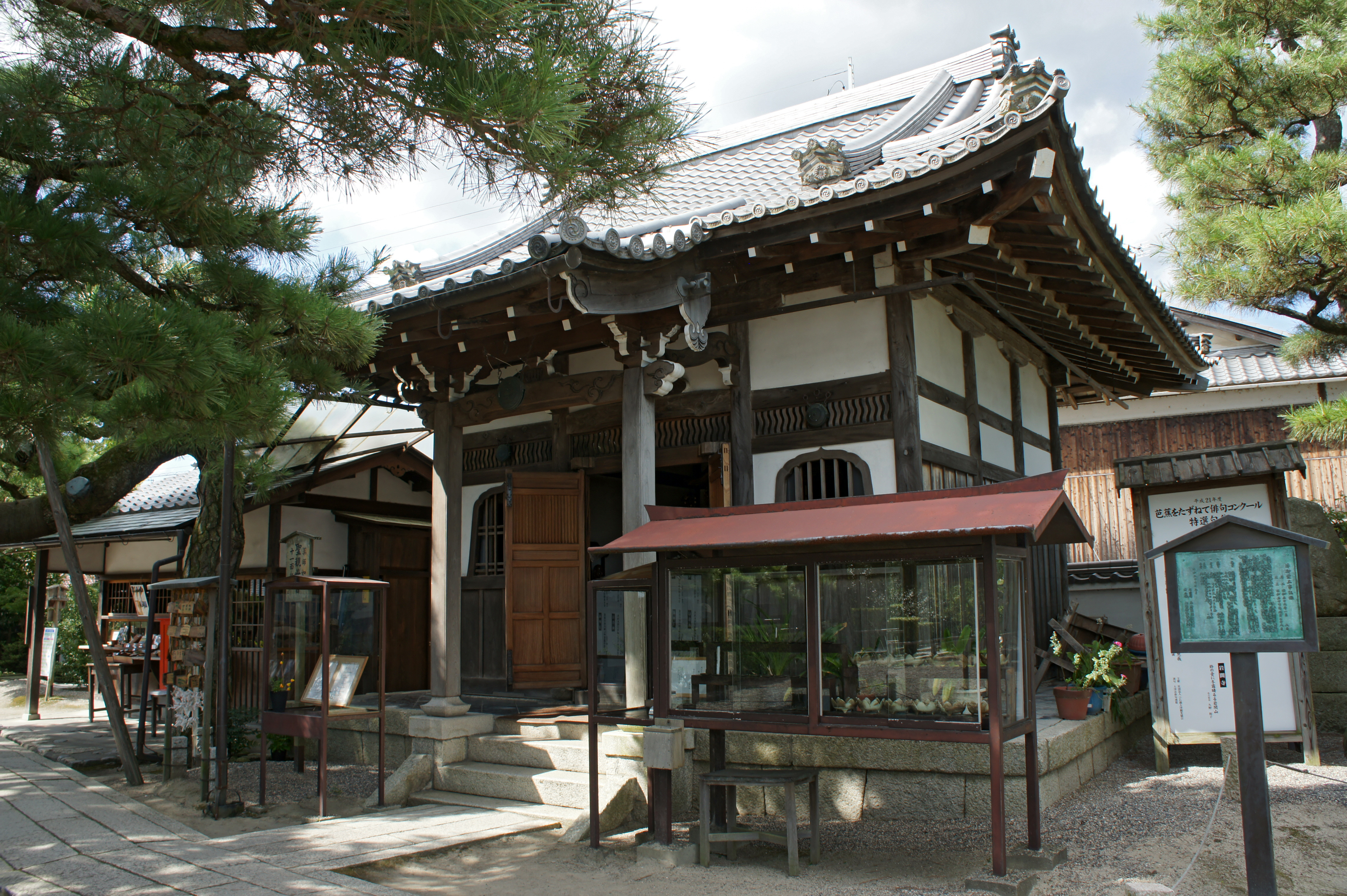
Salón principal del templo.

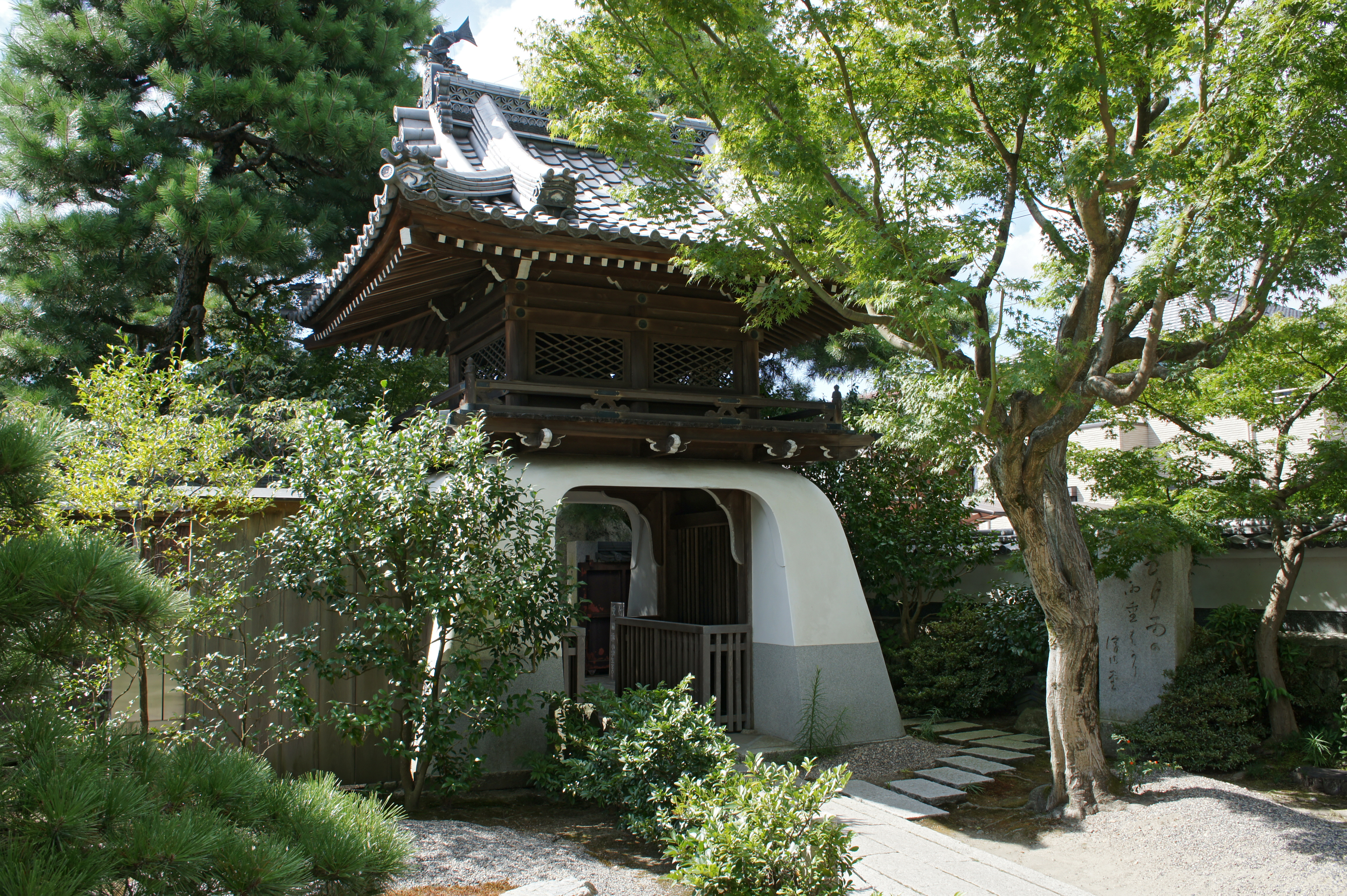
El Sanmon, la puerta principal.

- Ukimidō (浮御堂?). La estructura actual es una reconstrucción de 1937, que fue reparada nuevamente en 1982.[7]